# Mocná Afrodité
Mocná Afrodité (v anglickém originále Mighty Aphrodite) je americká romantická komedie z roku 1995 režiséra Woodyho Allena. Allen film nejen režíroval a napsal, ale též si v něm zahrál hlavní roli. Další role ztvárnili Mira Sorvino, Helena Bonham Carter, Michael Rapaport a F. Murray Abraham. Příběh byl inspirován hrou Pygmalion od Georga Bernarda Shawa a vypráví o Lennym Weinribovi, který hledá biologickou matku svého nadaného syna a nakonec zjistí, že jí je nepříliš inteligentní prostitutka Linda Ash.
Film získal povětšinou kladné ohlasy, zejména však Mira Sorvino, která za svůj výkon získala mnoho cen, včetně Oscara za nejlepší ženský herecký výkon ve vedlejší roli a Zlatého glóbu.

## Obsazení
| Woody Allen          | Lenny Weinrib         |
| Mira Sorvino         | Linda Ash             |
| Helena Bonham Carter | Amanda Sloan Weinrib  |
| Michael Rapaport     | Kevin                 |
| F. Murray Abraham    | sólista řeckého sboru |
| Olympia Dukakis      | Iokasté               |
| David Ogden Stiers   | Láios                 |
| Jack Warden          | Teiresiás             |
| Danielle Ferland     | Kassandra             |
| Peter Weller         | Jerry Bender          |
| Claire Bloom         | paní Sloanová         |